# Kloster Pairis
Das Kloster Pairis oder Päris (französisch abbaye de Pairis), eigentlich Ave Maris Stella, war eine im Jahr 1138 gegründete Zisterzienserabtei im Gregoriental in Orbey nahe Kaysersberg im Elsass (Region Grand Est). Sie wurde 1791 im Zuge der Französischen Revolution geschlossen.

## Geschichte
Das Kloster wurde 1138 von Ulrich, dem Enkel von Gerhard von Lothringen und letztem Graf von Egisheim, gegründet. Zwölf Mönche aus dem Kloster Lützel siedelten sich damals in Pairis an.

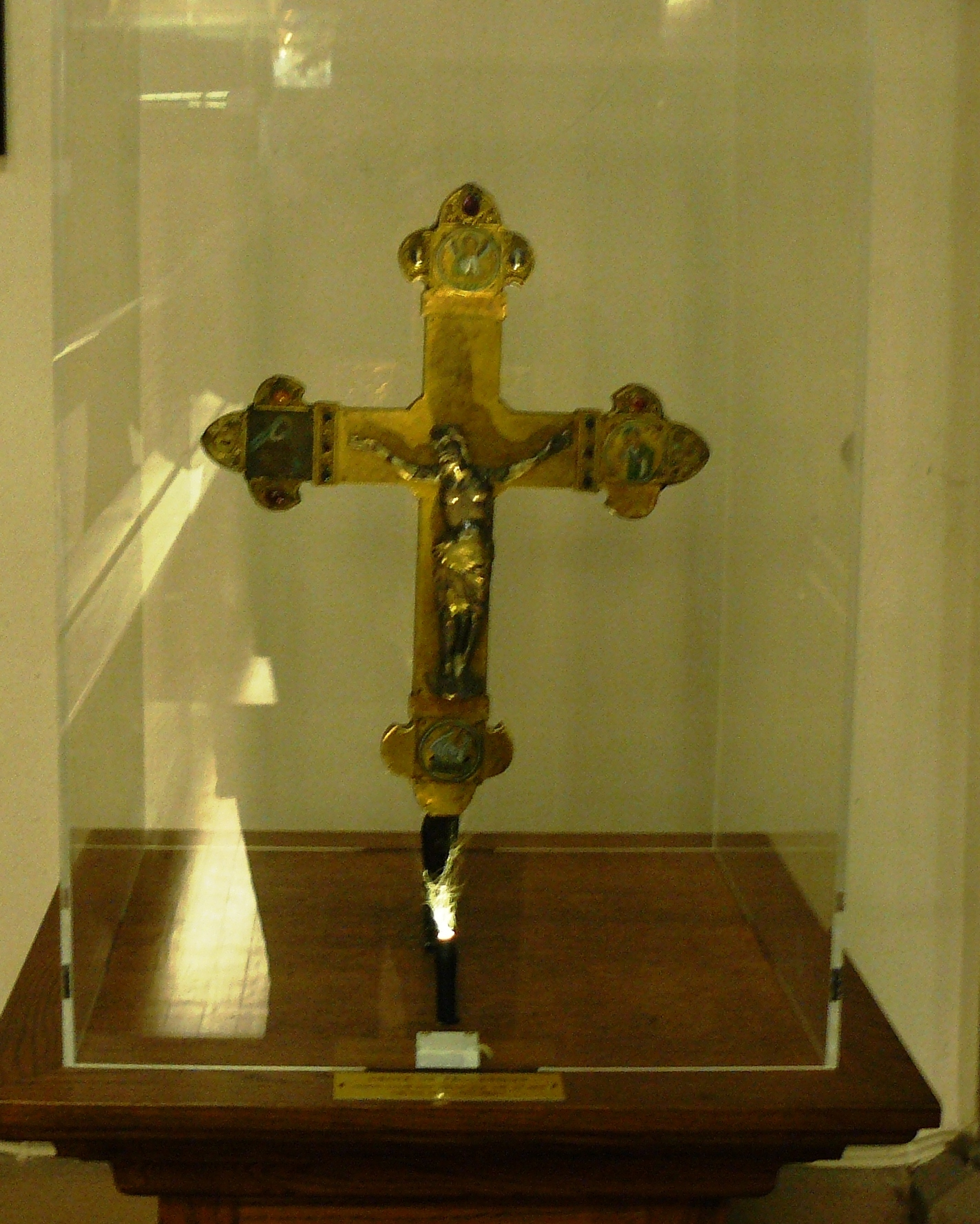
Prozessionskreuz aus dem Kloster Pairis in der Kirche von Orbey

Anfang des 13. Jahrhunderts beauftragte Papst Innozenz III. den Abt Martin, den vierten Kreuzzug im Elsass zu predigen. Sein Ruf wurde erhört und Abt Martin nahm persönlich, in Begleitung mehrerer Klosterbrüder, an dem Kreuzzug teil, im Zuge dessen es am 13. April 1204 zu der Eroberung und Plünderung von Konstantinopel kam. Gunther von Pairis († um 1220), Dichter, Historiker und Theologe, hielt die Ereignisse in seiner Historia Constantinopolitana fest. Er schilderte die in der Stadt vorgefundenen Schätze und Reliquien, die Abt Martin teilweise an sich brachte und nach Pairis transportierte. Letzterer erbeutete eine Spur vom Blut Christi, ein Stück des Wahren Kreuzes, einen bedeutenden Teil der Gebeine des Hl. Johannes, einen Arm des Hl. Jakobus, einen Fuß des Hl. Kosmas, einen Zahn des Hl. Laurentius sowie Reliquien von weiteren 28 männlichen und 8 weiblichen Heiligen.
Diese von Abt Martin aus Konstantinopel mitgebrachten Reliquien, steigerten die Bedeutung und den Ruf der Abtei. Obgleich König Albrecht I. Pairis im Jahr 1300 in seinen besonderen Schutz nahm, wurde im Laufe des 14. Jahrhunderts von Dekadenz und beginnendem Verfall berichtet. Im Hundertjährigen Krieg (1337–1453) wurde die Abtei im Jahr 1356 von den Engländern geplündert. Bei der Invasion der Armagnaken im Jahr 1444 wurde Pairis zerstört. Es verlor seinen Titel als Abtei und wurde 1453 ein einfaches Priorat, das dem Kloster Maulbronn im Kraichgau unterstellt war. Die enge Beziehung zum Kloster Maulbronn sollte bis zum Westfälischen Frieden (1648) dauern.
Die mittelalterliche Anlage wurde 1525 im Pfälzischen Bauernkrieg in Mitleidenschaft gezogen. Abt Andreas von Österreich ließ Pairis gegen Ende des 16. Jahrhunderts wiedererbauen. Der Konvent von Maulbronn übersiedelte in der Folge der Reformation (1537–1548, 1557–1630 und ab 1649) ganz nach Pairis.
Im Dreißigjährigen Krieg (1618–1648) vergab Gustaf Horn Pairis kurzfristig als Lehen an die Familie Wetzel von Marsilien und diese jagte die Geistlichen fort. Ludwig XIII. (1601–1643) gab das Kloster jedoch an den Zisterzienserorden zurück. Ab 1646 erfolgte der Wiederaufbau. Eine letzte Blüte erlebte Pairis im 18. Jh. Das Kloster wurde 1791 als Folge der Französischen Revolution aufgelöst.

## Bedeutung

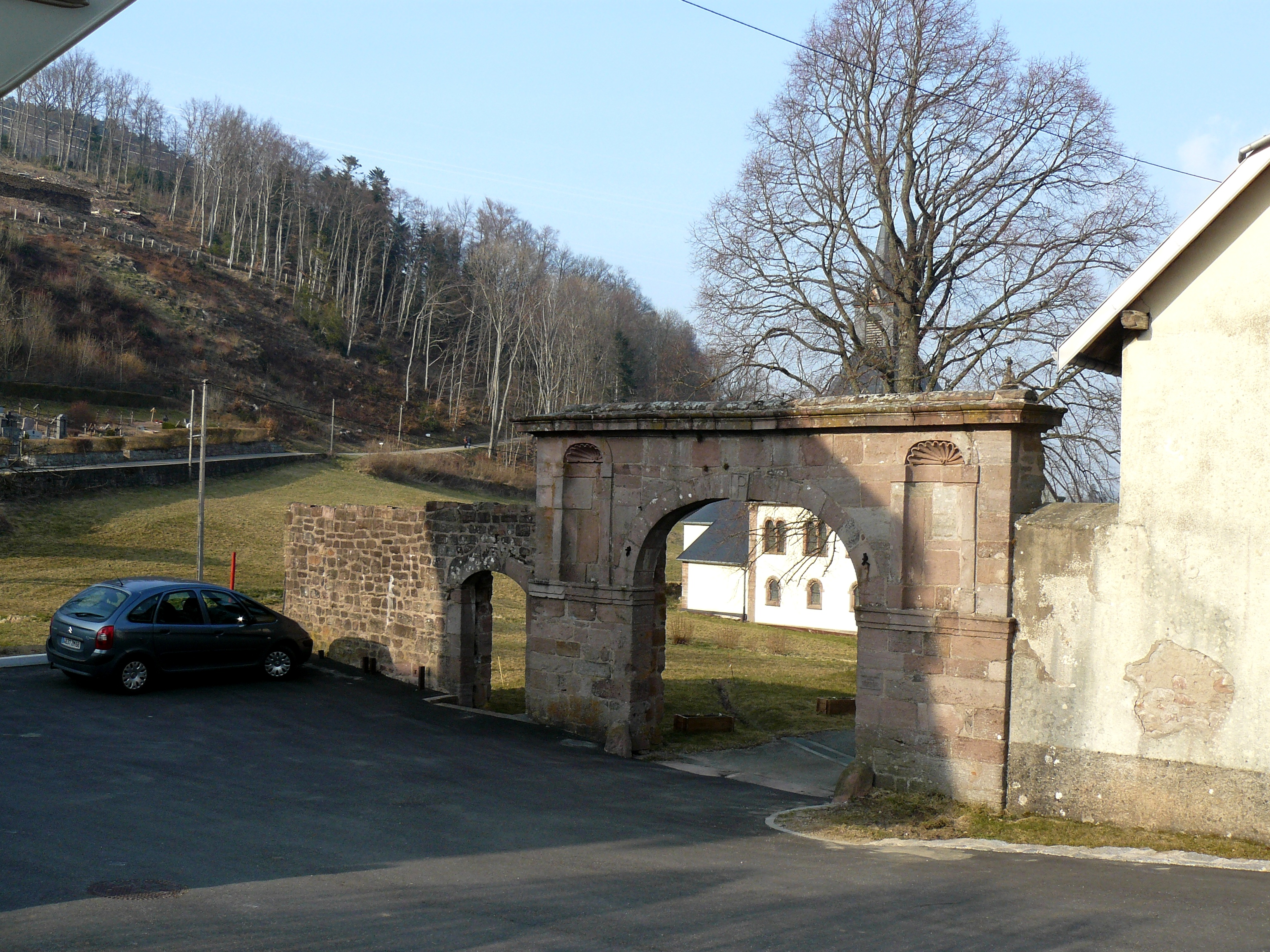
Reste des Eingangsportals in rosafarbenem Sandstein

Besondere Bedeutung gewann Pairis durch die Werke des Gunther von Pairis. Seine Annales Pairisienses beschreiben den 4. Kreuzzug und die Eroberung von Konstantinopel (Historia Constantinopolitana), außerdem verfasste er ein episches Gedicht über Friedrich Barbarossas lombardischen Krieg (Ligurinus Güntheri).
Als Theologe ragte Abt Philipp von Rathsamhausen, Bischof von Eichstätt (1306–1322), hervor.
Pairis ist als Nachbar des Klosters Marienau bei Breisach immer wieder in Urkunden präsent, auch tauschten diese beiden Klöster Grundstücke und Gülten, die im Einzugsbereich der jeweils anderen Abtei lagen. Berührungspunkte waren der Bann von Mengen im Breisgau, aber auch Breisach selbst, wo Pairis offenbar ein Stadthaus besaß. Besonders im Adelhauser Urbar werden die Mönche von Pairis immer wieder als Grundstücksnachbarn genannt.
Nicht weniger bedeutend war das Skriptorium dieser Zisterzienser-Abtei. Aus dem Nekrolog des Klosters geht hervor, dass es bereits im 13. Jahrhundert in Pairis eine Schule der Kalligrafie gab. Dafür sprechen auch noch einige vorhandene handschriftliche Pergamentcodices. Eine dieser Handschriften (Nr. 102), die einen Kommentar über das Hohelied (cantus canticorum) sowie über das Buch von den Hierarchien der Engel (liber de angelica hierarchia) des Pseudo-Dionysius Areopagita enthält, wurde gegen Ende des 13. oder zu Beginn des 14. Jahrhunderts verfasst. Andere Handschriften aus Pairis sind eine Abschrift des Martyrologium Usuardi (14. Jh.), ein Evangeliarium (12. Jh.) und ein Missale ordinis sancti Benedicti (13. Jh.).
In der Stadtbibliothek von Colmar befinden sich drei herausragende Bücher aus dem Skriptorium von Pairis, ein Psalter aus dem 12. Jh. (Ms 352) mit Neumen zur musikalischen Notation, ein Antiphonale aus dem frühen 13. Jh. mit einer Signatur des Buchmalers Rucinus und ein Graduale (Ms 406), das um 1230 gefertigt wurde. Bei den Malereien auf dem Pergament Ms 406 dominieren die Farben Gold und Ultramarinblau.

## Bauten und Anlage

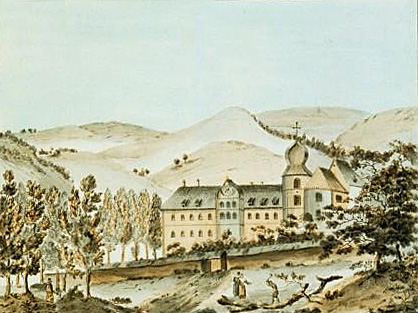
Illustration von 1785

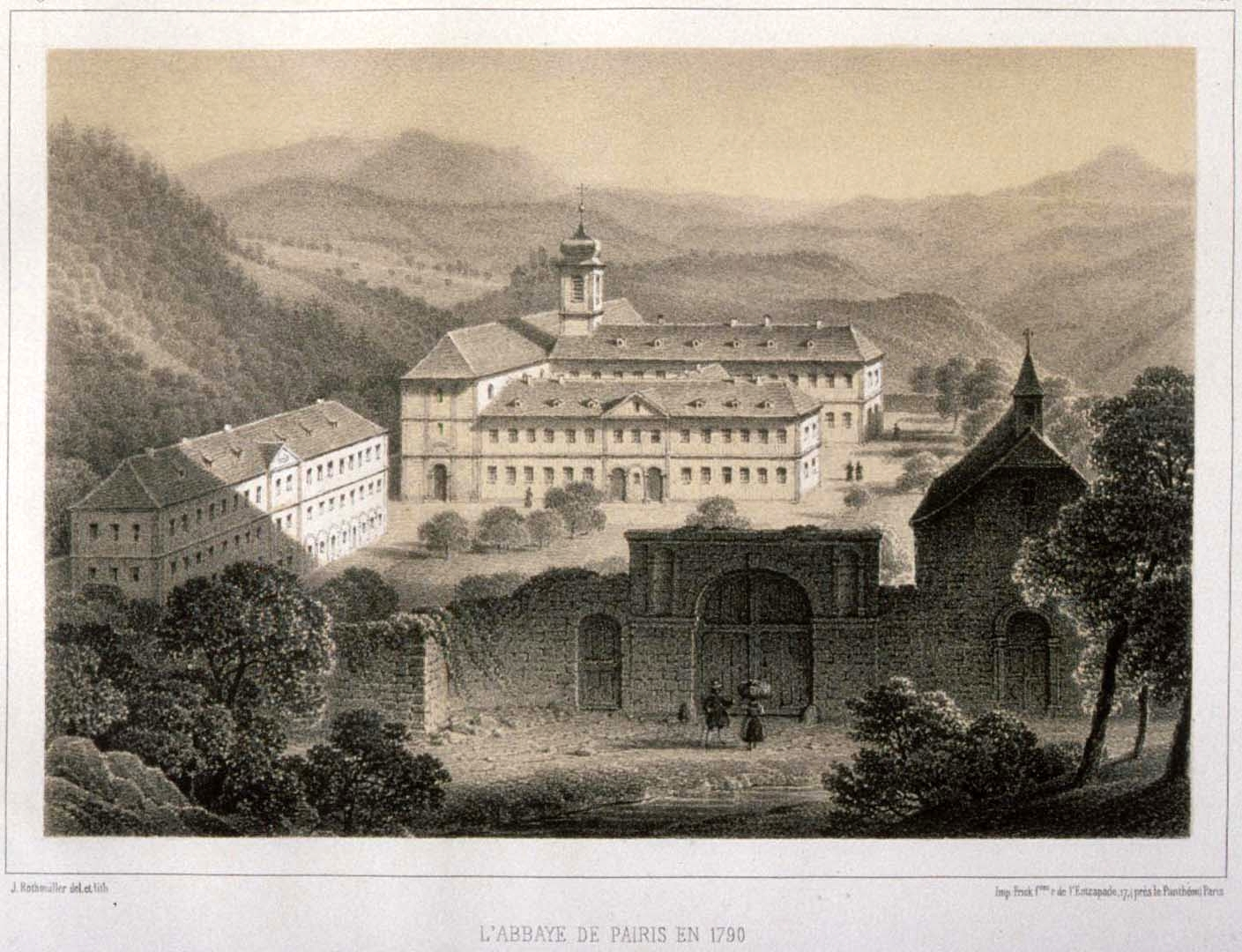
Das Kloster um 1790, Lithographie von Jacques Rothmüller

Von der ehemaligen Anlage blieben einzig ein Portal aus dem Jahr 1754, Spitalgebäude aus dem 18. Jahrhundert und Reste der Klostermauer erhalten. Heute befindet sich in dem Konventsgebäude ein Altenpflegeheim. An dessen Haupteingang zeigt eine Bleiglasarbeit das von Pairis in den Zeiten der Kommendatarabtei geführte Wappen. Das Eingangsportal, die Kapelle und das Wohngebäude des Klosters sind seit 1927 denkmalgeschützt und in das Zusatzverzeichnis der Monuments historiques eingetragen.
In dem heutigen Altenpflegeheim befindet sich eine Grabplatte aus dem Jahr 1305. Sie stammt entweder aus der ehemaligen Abteikirche oder aus dem Kreuzgang. In dem Gebäude hängen drei Gemälde aus dem 18. Jahrhundert. Auf einem der Gemälde ist ein unbekannter Zisterziensermönch dargestellt, die anderen zeigen das Kloster. Eine Tafel zeigt das Wappen des Abtes Olivier de Foulongue und die Jahreszahl 1671. Dieser Abt hatte Teile des Klosters wiederaufbauen lassen. 1741 war der Bau fertig, schon 1753 wütete ein Feuer und zerstörte die Abteikirche. Das Gebäude, in dem sich heute das Altenpflegeheim befindet, wurde nach dem Brand von 1753 gebaut und diente wahrscheinlich als Wohngebäude für die Mönche. Nach 1765 wurde die Abteikirche wieder aufgebaut. Ihr Hauptaltar ist heute in der Kirche von Ungersheim. 1791 wurde das Kloster aufgelöst und das Mobiliar verkauft. Ein Fabrikant kaufte die Gebäude, die zuerst als Textilfabrik dienten, dann wurden dort Fayencen hergestellt und schon 1804 wurden die Gebäude nur noch als Bauernhof genutzt. Die Kirche wurde zu Beginn des 19. Jahrhunderts zerstört. 1839 existierte nur noch der zerfallene Kirchturm. 1849 kaufte das Krankenhaus von Orbey die Gebäude und wandelte sie in ein ländliches Hospital um. Einige Gebäude wurden im 20. Jahrhundert hinzugefügt. 1910 und 1924 beschädigten Brände das Gebäude. 1999 wurde ein Bauernhof aus dem 20. Jahrhundert zerstört, um das Krankenhaus um einen Flügel zu erweitern.

### Kapelle
Teile der Kirche wurden im 19. Jahrhundert zum Bau einer Kapelle auf der anderen Seite des Eingangsportals verwendet. Die Kapelle war der Unbefleckten Empfängnis geweiht. Heute dient diese Kapelle als Wohngebäude.
In dem Haus befindet sich unter anderem ein seit 2001 denkmalgeschützter Reliquienschrein aus dem Ende des 15. oder Anfang des 16. Jahrhunderts. Einige der in Tücher gewickelten Knochenfragmente wurden im 17. und 18. Jahrhundert hinzugefügt. Das lässt darauf schließen, dass der Reliquienschrein bis zur Revolution verehrt wurde. Das Weihwasserbecken in der ehemaligen Kapelle wurde im 19. Jahrhundert aus einem Kapitell aus dem 12. Jahrhundert konstruiert. Es wurde 1997 in das Zusatzverzeichnis der Monuments historiques eingetragen. Ein weiteres denkmalgeschütztes Kunstwerk ist eine Skulpturengruppe aus dem 15. oder 17. Jahrhundert. Sie zeigt eine Pietà.